# Río Branco (Uruguay)
Río Branco è una città dell'Uruguay, situata nel dipartimento di Cerro Largo. Situata lungo le rive del río Yaguarón, è unita all'antistante cittadina brasiliana di Jaguarão dal ponte internazionale Barone di Mauá. 

## Geografia
Río Branco è situata sulla sponda destra del río Yaguarón, pochi chilometri a monte della sua foce nella laguna Merín. Il río Yaguarón segna in questa regione la frontiera tra l'Uruguay ed il Brasile.
Río Branco è situata a circa 90 km a sud-est dal capoluogo dipartimentale Melo e a 415 km a nord-est della capitale Montevideo.

## Toponimia
Nel 1915 la località fu ribattezzata Río Branco in omaggio al diplomatico brasiliano José Paranhos, barone di Rio Branco che nel 1910 aveva negoziato il trattato che stabiliva la definitiva frontiera tra Brasile e Uruguay nella regione.

## Storia
Fu fondata dagli spagnoli tra il 1792 ed il 1793 come avamposto contro la penetrazione militare dei portoghesi nella regione. Nel 1831 il presidente uruguaiano Fructuoso Rivera ordinò a Servando Gómez di fondare l'insediamento di Villa San Servando. Durante la guerra Grande il villaggio ebbe un notevole sviluppo economico e nel 1853 fu ribattezzato Artigas. 
Nel 1910 con un negoziato internazionale fu stabilito il condominio tra Uruguay e Brasile sulle acque del Yaguarón e della laguna Merín. Con la Legge 5.330 del 31 agosto 1915 la località assunse l'odierna denominazione.

## Infrastrutture e trasporti
Río Branco è unita alla città di Jaguarão e al Brasile dal ponte internazionale Barone di Mauá. Dalla città parte la R 26, che la unisce con il capoluogo dipartimentale Melo.